# باشگاه فوتبال لوک اشتندل
باشگاه فوتبال لوک اشتندل (آلمانی: 1. FC Lok Stendal) باشگاه فوتبالی است که در شهر اشتندل در ایالت زاکسن-آنهالت قرار گرفته و در سال ۱۹۴۵ تأسیس شده‌است.